# IC 270
IC 270 је елиптична галаксија у сазвјежђу Еридан која се налази на листи објеката дубоког неба у Индекс каталогу.
Деклинација објекта је - 14° 12' 27" а ректасцензија 2h 55m 44,1s. Привидна величина (магнитуда) објекта IC 270 износи 12,9 а фотографска магнитуда 13,9. IC 270 је још познат и под ознакама MCG -2-8-28, NPM1G -14.0143, PGC 11061.